# Horyczów
Horyczów (ukr. Горичів) – wieś na Ukrainie na terenie rejonu włodzimierskiego w obwodzie wołyńskim, liczy 214 mieszkańców.